# Adyen
Adyen N.V. är ett nederländskt IT-bolag med huvudkontor i Amsterdam, grundat 2006. Företagets verksamhet kretsar kring IT-lösningar för betalningar över nätet, såsom debit- och kreditkort, banköverföringar och andra betalmetoder, exempelvis Boleto i Brasilien, Swish i Sverige och iDEAL i Nederländerna. Företaget har sedan 2018 samarbeten för betalningar med exempelvis Ebay, H&M och Elgiganten.

## Historia
Adyen grundades 2006 av Pieter van Der Does och Arnout Schuijff. Namnet Adyen kommer från språket sranan tonga och betyder "att börja om från början".
- 2009 fick företaget sin första globala företagskund, Groupon.
- 2010 lade Adyen till riskhantering som en del av sitt produkterbjudande.
- 2011 Adyen blev lönsamt.[8]
- 2012 tilldelades Adyen europeisk inlösenlicens. Samma år öppnade företaget kontor i Stockholm, San Francisco, London och Paris.
- 2016 fick Adyen brasiliansk inlösenlicens. Samma år laserade Adyen produkten Marketpay, en lösning för plattformar och marknadsplatser.[9]
- April 2017 blev Adyen tilldelad en europeisk banklicens vilket betyder att de blev en kortinlösande bank.[10] September 2017 meddelade Adyen att företaget breddat sina tjänster till Asien med ett kontor i Singapore, efter att man fått en inlösenlicens i regionen.[11][12] November 2017 ingick Adyen ett samarbete med Air Canada. [13][14]
- Maj 2018 meddelade företaget att de planerade en börsnotering i Amsterdam.[15]  Noteringen skedde 13 juni 2018.[16]
- I juni 2019 ingick Adyen ett samarbete med afrikanska Cellulant och fick därmed tillträde till den afrikanska marknaden i länder såsom Nigeria, Kenya, Tanzania, Ghana och Uganda.[17]
- Sedan 2019 ger Adyen ut virtuella och fysiska kort inom ramen för banklicens.[18] [19]

## Ledning
Styrelseordförande från 2019 är/var  Pamela Ann Joseph, Vd är/var från 2006 Pieter van der Does.